# マリオ・ザガロ
マリオ・ジョルジ・ロボ・ザガロ（Mário Jorge Lobo Zagallo, 1931年8月9日 - 2024年1月5日）は、ブラジル・アラゴアス州出身の元サッカー選手・サッカー指導者。選手時代のポジションはフォワード。
FIFAワールドカップにおいて選手時代に2度、監督・コーチとして1度の優勝、1度の準優勝経験を持つ。

## 経歴

### 選手として

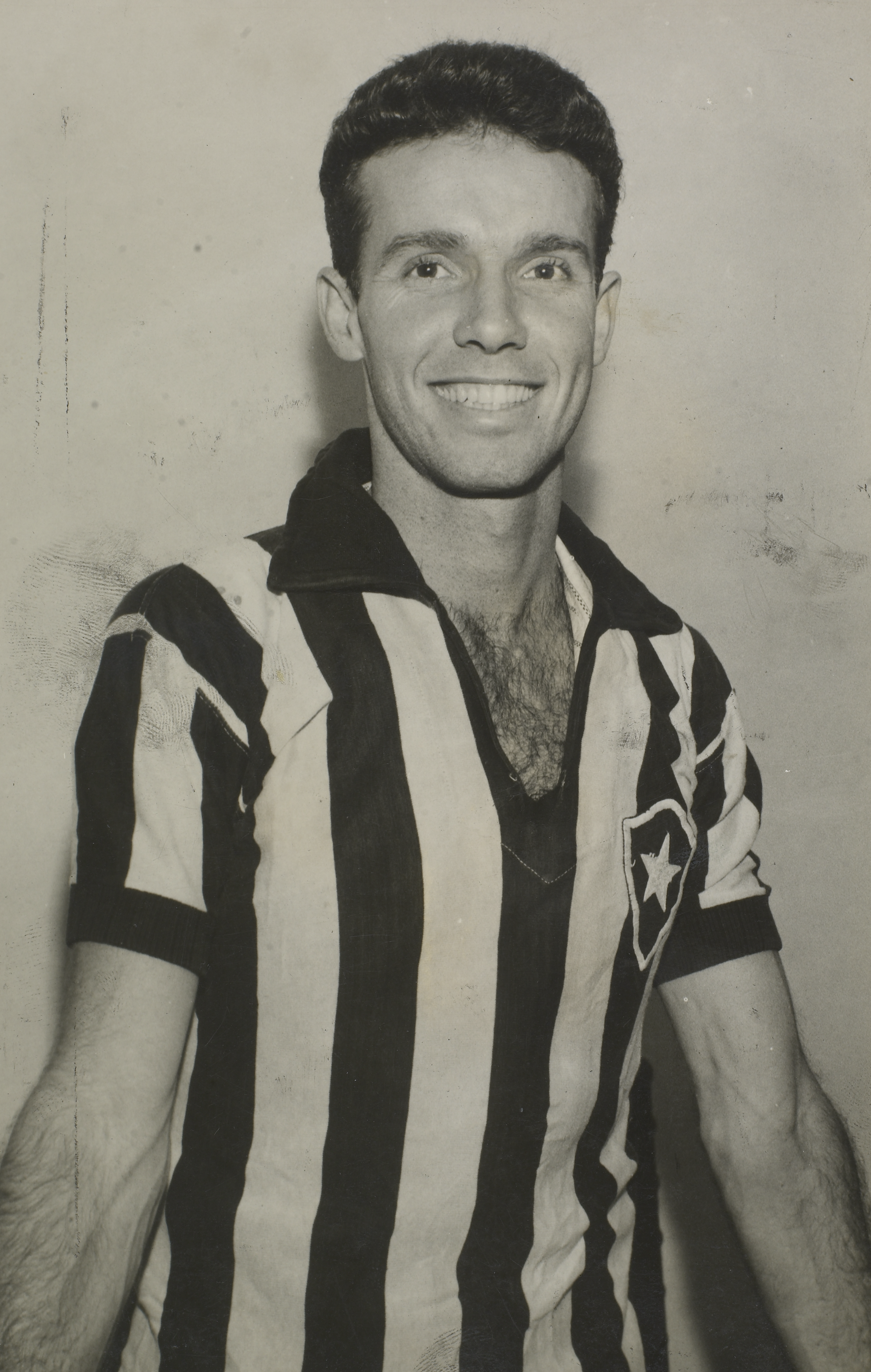
現役選手時代

1950年代前半、CRフラメンゴの左ウイングとして頭角を現したザガロは、フラメンゴ、ボタフォゴ時代も合計5回のリオ州選手権優勝を果たした。
ブラジル代表に選出され、1958年のW杯スウェーデン大会と1962年のW杯チリ大会の連続優勝の偉業を達成したチームにおいて、ウイングとして常に先発メンバーに名を連ねた。体格面ではさほど恵まれてはいなかったが、足元の技術は元より、守備時に前線から真っ先に戻ってきて自陣を固める、献身的なプレイヤーだった。
代表選手としては37試合に出場し、30勝4分3敗の好成績を残した。

### 指導者として
1965年に現役を引退した後は指導者に転身し、自身も選手としてプレーしたボタフォゴFRなどブラジル国内の有力クラブの監督を歴任。またナショナルチームにも度々携わり、1970年のW杯メキシコ大会ではリヴェリーノ、ペレらをまとめ上げて優勝を果たし、初の選手と指導者双方でのワールドカップのタイトルを獲得した（その後、選手と指導者双方で優勝したのはフランツ・ベッケンバウアーとディディエ・デシャンである）。
1989年にはUAE代表監督に就任し、見事1990 FIFAワールドカップ・アジア予選を勝ち抜き、同代表をW杯初出場に導いた。
その後1994年のW杯アメリカ大会では、愛弟子でもあるカルロス・アルベルト・パレイラ監督をアシスタントコーチとして支えチームを優勝に導いた。大会後、代表監督に復帰、オリンピック世代の代表監督も兼任した。1995年のコパ・アメリカ以降は次の1998 FIFAワールドカップに向け、年齢を考慮した選手選考をするという明確な方針があり、これまで召集されてきた一部のベテラン選手たちが代表を外れた。1996年のアトランタオリンピックでは3位に終わった。
1998年のW杯フランス大会ではアシスタントコーチにジーコを配して再び指揮を執り、決勝でフランスに敗れたはしたものの準優勝を果たした。ブラジル代表の監督・コーチとして臨んだ試合は合計154試合に上るが、うち110勝と33の引き分け、敗戦はたったの11試合しかない。（マイアミの奇跡が奇跡と呼ばれる一つの理由でもある）選手として、指導者として4度の世界王者に輝いたザガロは、多くの後輩たちから「教授」と呼ばれ尊敬を集める存在となっている。
監督時代には数々の輝かしい実績を残しているが、その守備寄りな戦術ゆえ、攻撃的なサッカーを好むブラジル国内ではしばしば批判の対象となった。しかし1994年、98年のW杯に見られた2人のボランチと両サイドバックが攻守に献身するサッカーは、ボール支配率を重視する現代サッカーを体現するものであり、優勝・準優勝という結果でもってその理念を証明して見せた。彼が重用した守備的なポジションのプレイヤーであるカフー、ロベルト・カルロスといった選手たちは、その後現代を代表する名選手として世界的な名声を手に入れ、また2006年7月から2010年7月まではザガロのチームで長く主将を務めたドゥンガが代表チームを指揮していた。
2001年のフラメンゴを最後に監督業からは勇退。W杯日韓大会でブラジル代表が5度目の優勝を遂げた直後の2002年11月20日、韓国代表との親善試合でブラジル代表監督に一時的に復帰し、3-2の勝利で自身の代表監督100勝目を飾った。
2024年1月5日にリオデジャネイロで死去。92歳没。インスタグラムで公表された。

## 所属クラブ

### 選手時代
- アメリカFC (リオデジャネイロ州) 1948-1949
- CRフラメンゴ 1950-1958
- ボタフォゴFR 1958-1965

### 指導者時代
クラブ監督
- ボタフォゴFR 1967-1970, 1975, 1977-1978, 1986-1987
- フルミネンセFC 1971, 1979-1980
- CRフラメンゴ 1972-1973, 1984-1985, 2001
- アル・ヒラル 1978-1979
- CRヴァスコ・ダ・ガマ 1980-1981, 1990-1991
- アソシアソン・ポルトゥゲーザ・ジ・デスポルトス 1999

代表監督
- ブラジル代表 (アシスタント) 1991-1994, 2003-2006
- ブラジル代表 1970-1974, 1994-1998, 2002
- クウェート代表 1976-1978
- サウジアラビア代表 1981-1984
- UAE代表 1989-1990

## 代表歴

### 出場大会
- ブラジル代表
  - 1958 FIFAワールドカップ
  - 1962 FIFAワールドカップ

### 試合数
- 国際Aマッチ 33試合 5得点（1958年-1964年）[8]

| ブラジル代表 | 国際Aマッチ | 国際Aマッチ |
| 年           | 出場        | 得点        |
| ------------ | ----------- | ----------- |
| 1958         | 9           | 3           |
| 1959         | 5           | 0           |
| 1960         | 2           | 0           |
| 1961         | 2           | 0           |
| 1962         | 9           | 2           |
| 1963         | 5           | 0           |
| 1964         | 1           | 0           |
| 通算         | 33          | 5           |

## 獲得タイトル

### 選手時代
フラメンゴ
- カンピオナート・カリオカ : 1953, 1954, 1955

ボタフォゴ
- カンピオナート・カリオカ : 1961, 1962

ブラジル代表
- FIFAワールドカップ : 1958, 1962

### 監督時代
ボタフォゴ
- タッサ・ブラジル : 1968
- カンピオナート・カリオカ : 1967, 1968

フラメンゴ
- コパ・ドス・カンピオンイス : 2001
- カンピオナート・カリオカ : 1972, 2001

ブラジル代表
- FIFAワールドカップ : 1970
- FIFAコンフェデレーションズカップ : 1997
- コパ・アメリカ : 1997